# 超寬頻
超寬頻（英語：Ultra-wideband，简称UWB）是一种具备低耗电与高速传输的无线个人區域网络通讯技术，适合需要高质量服务的无线通信应用，可以用在无线个人區域网络（WPAN）、家庭网路连接和短距离雷达等领域。它不采用连续的正弦波（sine waves），而是利用脉冲讯号来传送。

## 历史
上世纪60年代，UWB原本用于军事用途，直到2002年美國聯邦通訊委員會（FCC）才发布商用化规范。摩托罗拉2005年7月8日已经在台湾成立亚洲第一座超宽頻无线通讯研发中心。

## 特性
UWB是无载波通信技术，利用纳秒（ns）至皮秒（ps）级的非正弦波窄脉冲传输数据，而时间调变技术令其传送速度可以大大提高，而且耗电量相对地低，并有较精确的定位能力。与常见的通信使用的连续载波方式不同，UWB采用极短的脉冲信号来传送数据。这些脉冲所占用的带宽甚至达到几GHz，因此最大数据传输速率可以达到几百Mbps。因为使用的是极短脉冲，在高速通信的同时，UWB设备的发射功率却很小，仅仅只有目前的连续载波系统的几百分之一。
超宽带的传输距离都是在十公尺之内，它的传输速率高达480Mbps，是蓝牙的159倍，是Wi-Fi标准的18.5倍，非常适合多媒体信息的大量传输。

## 优点
- 低耗电

使用非连续性的窄脉冲，设备发射功率小
- 高速传输
- 高安全性

脉冲短，难以被侦测
- 低干扰性
- 低成本

使用零件较少。

## 应用

#### 实时位置
UWB 可用于实时定位系统，其精度能力和低功耗使其非常适合于对射频敏感的环境，例如医院。UWB 也可用于点对点精细测距，这允许基于两个实体之间的相对距离的许多应用程序。
- 流動电话

苹果在2019年9月推出了首批三款具有超宽带功能的手机，分别是 iPhone 11、iPhone 11 Pro 和 iPhone 11 Pro Max。苹果还在2020年9月推出擁有UWB技術的Apple Watch 6系列和AirTag系列。于2021年4月20日，在新闻发布会上透露，三星 Galaxy Note 20 Ultra 和 Galaxy S21 Ultra 和 S21+ 也支持 UWB，以及三星 Galaxy SmartTag+。2021 年 8 月发布 的小米 MIX 4支持 UWB，并具有连接选定 AIoT 设备的功能。
FiRa联盟成立于2019年8月，旨在开发包括手机在内的可互操作的 UWB 生态系统。三星、小米、Oppo 目前是 FiRa 联盟的成员。2020 年 11 月，Android 开源项目收到了与即将推出的 UWB API 相关的第一个补丁；预计在更高版本的 Android 中支持功能完整的 UWB。